# Margit Bokor
Margit Bokor, nacida como Margit Wahl, (1 de junio de 1903 o 1 de abril de 1900 – Nueva York, 9 de noviembre de 1949) fue una cantante lírica húngara con voz soprano. Creó el rol de Zdenka en Arabella por Richard Strauss en el ópera Semper en 1933, pero luego tuvo que dejar Alemania. Fue miembro de la Ópera Estatal de Viena de 1934 a 1938. Se mudó a París, y luego emigró a los Estados Unidos en 1939, continuando su carrera en varias casas de ópera de América.

## Vida y carrera
Wahl nació en Losoncz, reino de Hungría, que en ese entonces era el condado de Nógród, o quizás en Budapest. Tomó lecciones de canto en Budapest y Viena. Se graduó en 1928 del Conservatorio de Budapest, e hizo su debut ese mismo año en Fidelio de Beethoven en la ópera de Leipzig, donde se mantuvo hasta 1930. Cantó en la ópera Semper de Dresde desde 1930 a 1933. Tuvo el rol de Leonora tanto en El trovador y La fuerza del destino de Verdi, como Dorabella en Così fan tutte, como Irene en Rienzi y como el Compositor en Ariadne en Naxos, entre 42 funciones en dicha casa de ópera. En la opereta Boccaccio, cantó el rol de Beatrice. En Tannhäuser, representó a Venus, conducida por Fritz Busch.
Bokor creó el rol de Zdenka en Arabella de Richard Strauss, estrenada el 1 de julio de 1933 en Dresde, dirigida por Clemens Krauss, y actuó la función también en el estreno británico En la Royal Opera House en Londres un año más tarde.
Tuvo que abandonar la Alemania bajo el régimen Nazi, y fue miembro de la Ópera Estatal de Viena desde 1934 hasta 1938. Creó el rol de Anita en Giuditta de Léhar, junto a Jarmila Novotná y Richard Tauber, dirigida por el mismo compositor. Apareció en elFestival de Salzburgo de 1935, como Octavian en El caballero de la rosa por Richard Strauss, y como Zerlina en Don Giovanni de Mozart, entre otros. Colaboró con directores como Bruno Walter y Felix von Weingartner. En Viena, sus roles más importantes incluyeron Rosalinde en El murciélago por Johann Strauss, Frau Fluth en Las alegres comadres de Windsor, y Alice Ford en Falstaff. Durante aquel tiempo, apareció en el Teatro Nacional Eslovaco en Bratislava, en 1936 en El barón gitano por Johann Strauss, y en 1937 en Las alegres comadres de Windsor.
En 1938, fue "liberada" de la Ópera Estatal de Viena. Se mudó a París, y cantó en Ámsterdam, Bruselas y Amberes. Se mudó a Norteamérica en 1939, donde continuó su carrera en casas importantes en San Luis, Chicago y Filadelfia. En Río de Janeiro, cantó el rol titular en La traviata y el de Musetta en La bohème. Apareció en la Ópera de la Ciudad de Nueva York en 1947.
Bokor falleció en Nueva York el 9 de noviembre de 1949. Un Fondo Conmemorativo de la Universidad de Columbia está nombrado en su honor.